# Helena Bušová
Helena Bušová, vlastním jménem Helena Buschová (21. října 1911, Praha – 28. listopadu 1986, Winnipeg), byla česká herečka.

## Život a kariéra
Narodila se jako jediná dcera židovského obchodníka Rudolfa Busche (1883) a jeho ženy Vilemíny Pulcové (1887), v roce 1941 se nechala v kostele v Praze Nuslích pokřtít a následně se 16. ledna 1941 provdala za redaktora Miroslava Klace (1912), se kterým se později rozvedla. Začínala jako herečka v holešovickém Lidovém divadle Uranie. Později hrála v Novém divadle Oldřicha Nového a hlavně v Divadle Vlasty Buriana. V letech 1936–1937 a pak znovu 1943–1948 byla členkou uměleckého souboru Městských divadel pražských. 
První roli, studentku, dostala ve filmu Před maturitou (1932). O dva roky excelovala společně s Voskovcem a Werichem v satirické komedii Hej rup! (1934), z dalších rolí jmenujme například: Helenu Čápovou v komedii Barbora řádí (1935), Bessy Vydrovou v Uličnici (1936), Alenu Skalickou v operetce Na tý louce zelený (1936), Annu v Bataliónu (1937), vynikající výkon manželky konšela Zvůnka podala v komedii Počestné paní pardubické (1944), Ryba na suchu (1942), U pěti veverek (1944) a další.
Po válce 1946 si vzala pilota RAF Karla Kasala, který jeden čas velel známé 313. peruti RAF a získal pět válečných křížů. Po návratu domů byl uvězněn, jak skončila většina našich letců, co bojovali na té „nesprávné“ straně – v Anglii. Z vězení mu pomohl až Jan Masaryk. Ke konci roku 1947 opět odjel do Anglie a zpátky k RAF.
Po druhé světové válce každý rok hrála alespoň v jednom filmu třeba Řeka čaruje (1945), Velký případ (1946), Lavina (1946), Čapkovy povídky (1947). Poslední film, ve kterém hrála, byl historický film O ševci Matoušovi (1948). V roce 1949 získala od československých úřadů povolení natáčet v Londýně s producentem a režisérem sirem Alexandrem Kordou, a tak zůstala u manžela v Anglii.
V roce 1957 se manželé přestěhovali s tehdy sedmiletým synem Charliem do kanadského Winnipegu. Zde dokonce získala příležitost vystupovat v místním divadle. Ke konci života se chtěla vrátit do Československa, od komunistického režimu však nedostala vízum.
Celkem hrála ve čtyřiceti filmech. Zemřela v roce 1986 ve Winnipegu v Kanadě.